# Stenospermation angustifolium
Stenospermation angustifolium — вид квіткових рослин із родини кліщинцевих (Araceae), роду Stenospermation. Це ліана, рідним ареалом якої є Колумбія, Коста-Рика, Еквадор, Гондурас, Нікарагуа, Панама, пн. Перу.